# Good Morning, Vietnam
Pour plus de détails, voir Fiche technique et Distribution.
Good Morning, Vietnam ou Bonjour Vietnam au Québec est un film américain réalisé par Barry Levinson, sorti en 1987. Produit par Touchstone Pictures, le film met en scène Robin Williams dans le rôle d'un animateur de radio en partie inspiré de la vie d'Adrian Cronauer.

## Synopsis
Viêt Nam, 1965 : la guerre du Viêt Nam a commencé depuis presque deux ans. L'animateur de radio Adrian Cronauer est transféré de Crète à Saïgon. Il vient prendre un poste à la radio de la zone démilitarisée, American Forces Network. Il est accueilli par son futur adjoint, le première classe Edward Garlick. Cronauer n'est lui aussi qu'un simple soldat de l'aviation, mais c'est déjà un animateur au succès reconnu, et c'est pour cela que le général Taylor l'a spécialement fait venir de Crète. À la radio, il fait la connaissance de ses collègues et notamment de ses deux supérieurs directs : le second lieutenant Hauk, qui commande l'équipe des animateurs, et le sergent-major Dickerson, qui commande la station. Hauk est un incompétent, peu respecté des hommes qu'il a sous ses ordres et son incompréhension du goût du public et du sens de l'humour le ridiculise encore plus. Dickerson est un ancien des forces spéciales, militaire de carrière mais réformé à cause d'un problème médical et beaucoup plus vachard que son subordonné envers le manque de respect dû à son rang. Entre lui et Cronauer, peu enclin au « service-service », les frictions sont présentes dès le premier jour.
Cronauer se montre à la hauteur de sa réputation : faisant des imitations de vedettes connues, jouant de calembours ou interprétant différents personnages loufoques et passant de la musique « non recommandée », il ouvre toujours son émission par un « Good morning, Vietnam » assourdissant. Hauk ne comprend pas son humour, ne supporte pas sa musique, mais le reste de la station est emballé, et les GIs encore plus. Dans le même temps, Cronauer fait la connaissance de Jimmy Wah, tenancier du bar préféré des soldats. Il rencontre également une jeune fille, Trinh, qui semble insensible à son charme. Cronauer la suit jusqu'à sa classe d'anglais et, en échange d'un pot-de-vin, prend la place du professeur : à la place d'un anglais littéraire, il enseigne à sa classe de Vietnamiens l'argot des rues, ce qui améliore considérablement la motivation des élèves, d'âges très variés.
Tuan, un autre élève, repère vite le manège de Cronauer et met le holà : il est le frère de Trinh et se méfie des Américains tels Cronauer qui veulent séduire les jeunes filles de son pays. Pour le mettre dans sa poche, Cronauer l'invite à boire une bière chez Jimmy. Malheureusement, deux soldats irrités par Cronauer prennent à partie Tuan, ce qui déclenche une bagarre. Cronauer est sévèrement réprimandé par Dickerson mais il ne peut vaincre l'apparente désinvolture de l'animateur. Quant à Hauk, il ne supporte plus la façon de Cronauer d'annoncer les nouvelles et la météo, faisant des blagues et des calembours qui ne lui plaisent pas du tout. Bien qu'Adrian ne lise que ce qui lui est permis de révéler, ses interventions irrévérencieuses froissent les sensibilités du lieutenant. Mais le public est conquis et les appels d'encouragement à la station se multiplient. Cronauer commence à jouer avec la ligne jaune, en inventant des nouvelles fabriquées de toutes pièces, puis en ridiculisant une intervention de l'ex-vice-président Richard Nixon en trafiquant la bande de son discours. Le général Taylor, malgré la demande conjointe de Hauk et de Dickerson, le couvre, estimant qu'il fait beaucoup de bien aux soldats qui se pressent autour du transistor lors de ses interventions à 6 h et 16 h. Il ordonne notamment à Dickerson d'arrêter ses récriminations contre l'animateur, tout chef de la station qu'il est.
Cronauer continue ses cours d'anglais et décroche un rendez-vous « privé » avec Trinh. En fait de privé, Trinh est accompagnée par une dizaine de membres de sa famille, qui jouent les chaperons. Trinh elle-même ne semble pas très enthousiaste devant les efforts de l'Américain et lui explique qu'ils ne peuvent pas avoir une relation normale, compte tenu de leurs différences. Mais alors qu'Adrian est attablé chez Jimmy, Tuan lui conseille de venir avec lui car Trinh le demande. Cronauer sort du bar juste avant qu'une bombe explose, tuant deux soldats. L'animateur est secoué par ce drame, qui se passe juste avant son temps d'antenne. Arrivé à la station, il a ordre de ne pas parler de l'attentat, « non officiel » selon l'Armée. Il dépasse cette fois-ci la limite, en s'enfermant dans le studio et en parlant de l'explosion et des morts et blessés qui en ont résulté. C'est Dickerson qui met fin lui-même à l'émission et qui obtient du général Taylor la mise à pied de Cronauer, remplacé au pied levé par Hauk, en attendant de trouver un successeur. Pendant que Cronauer prend un peu de temps pour visiter le village de Trinh et Tuan, Hauk, fier d'avoir enfin son émission, fait des imitations stupides à l'antenne et ne passe que de la polka, à la place du rock 'n' roll que Cronauer préférait. En très peu de temps, les GI font savoir leur gigantesque mécontentement face à ce changement de ton, mécontentement qui est partagé et relayé par l'ensemble du reste de l'équipe des animateurs. Le général Taylor réintègre rapidement Adrian, mais celui-ci ne souhaite pas reprendre, en ayant assez de la censure imposée par la station. C'est face à de jeunes soldats en route pour Nha Trang, pour lesquels il fait une intervention improvisée, qu'il accepte de retourner à son poste.
Pendant ce temps, la guerre s'amplifie : les troupes américaines passent de 75 000 à 400 000 hommes. La police et l'armée sud-vietnamienne matent la contestation dans le sang. Cronauer est alors envoyé en mission à An Lac, avec Garlick. C'est Dickerson qui a autorisé la mission, malgré l'opposition viscérale de Hauk envers tout ce qui peut impliquer Cronauer ; Dickerson sait que les routes vers An Lac sont contrôlées par les Vietcongs mais y envoie tout de même ses deux hommes. Leur jeep saute sur une mine et les rebelles tentent de les débusquer. Ils sont sortis de la jungle par Tuan, venu les trouver après avoir appris où ils se trouvaient, et c'est un hélicoptère Huey qui les ramène à Saigon. À la station, Dickerson tient sa revanche et annonce à Adrian qu'il doit faire ses valises : le renseignement a découvert que Tuan, alias Phan Duc Tho, est un Vietcong, notamment recherché pour l'attentat du bar de Jimmy. Son amitié avec Cronauer oblige le général Taylor à le lâcher et le renvoyer au pays. Dickerson n'aura pas le temps de savourer sa victoire, puisque Taylor fait muter le sergent-major à Guam. Adrian se précipite voir Trinh, afin qu'elle prévienne son frère, en danger de mort. Ils rejoignent Tuan et lui et Cronauer s'expliquent vertement : pour Adrian, Tuan a trahi son amitié et sa confiance, alors qu'il était son meilleur ami au Viêt Nam. Tuan lui répond que sa mère et son frère aîné sont morts à cause des Américains, qui sont venus de loin pour tuer son peuple ; il n'est pas l'ennemi, pour lui c'est Adrian l'ennemi et il a été assez idiot pour lui sauver la vie par deux fois.
Cinq mois après son arrivée à Saïgon, Cronauer repart donc aux États-Unis, non sans avoir organisé une partie de softball avec sa classe et avoir dit au revoir à Trinh. Il laisse également une bande à Garlick contenant ses adieux aux troupes, que son adjoint passe lui-même à l'antenne et qui sont tout aussi irrévérencieux qu'avant.

## Fiche technique
* Sauf mention contraire, les informations proviennent des sources suivantes : Internet Movie Database, Allociné et Dave Smith
- Titre original et français : Good Morning, Vietnam
- Titre québécois : Bonjour Vietnam[4]
- Réalisation : Barry Levinson
- Scénario : Mitch Markowitz
- Musique : Alex North
- Direction artistique : Steve Spence
- Décors : Roy Walker
- Costumes : Keith Denny
- Photographie : Peter Sova (en)
- Son : David J. Hudson, Mel Metcalfe, Bill Phillips, Terry Porter, Sefi Carmel
- Montage : Raja Gosnell[5] et Stu Linder
- Production : Larry Brezner et Mark Johnson
  - Coproduction : Harry Benn et Ben Moses
- Sociétés de production : Touchstone Pictures, en association avec Silver Screen Partners III
- Sociétés de distribution : Buena Vista Pictures (Etats-Unis) ; Warner Bros. (France)
- Budget : 13 millions de $[6]
- Pays de production :  États-Unis
- Langue originale : anglais
- Format : couleur (DeLuxe) — 35 mm / 65 mm — 1,85:1 (Panavision) — son Dolby stéréo (35 mm) / Stéréo 6 pistes (70 mm)
- Genre : comédie dramatique, guerre
- Durée : 121 minutes
- Dates de sortie[7] :
  - États-Unis : 23 décembre 1987 (sortie limitée) ; 15 janvier 1988 (sortie nationale)
  - France : 7 septembre 1988[2]
- Classification :
  - États-Unis : les enfants de moins de 17 ans doivent être accompagnés d'un adulte (R – Restricted)
  - France : tous publics[8]

## Distribution
- Robin Williams (VF : Patrick Floersheim) : Adrian Cronauer
- Forest Whitaker (VF : Emmanuel Jacomy) : Edward Garlick
- Tung Thanh Tran (VF : Éric Legrand) : Tuan, alias Phan Duc Tho
- Bruno Kirby (VF : Luq Hamet) : le lieutenant Steven Hauk
- Chintara Sukapatana (VF : ?) : Trinh
- Robert Wuhl (VF : Vincent Grass) : Marty Lee Dreiwitz
- Noble Willingham (VF : William Sabatier) : le général Taylor
- J. T. Walsh (VF : Dominique Paturel) : le sergent-major Phillip Dickerson
- Richard Edson (VF : Marc Alfos) : le soldat Abersold
- Richard Portnow (VF : Daniel Beretta) : Dan Levitan
- Mark Johnson (VF : Thierry Ragueneau) : le sergent Paul Sloan
- Củ Bà Nguyễn (VF : Roger Carel) : Jimmy Wah
- Floyd Vivino (VF : Daniel Russo) : Eddie Kirk
- Dan Stanton et Don Stanton (VF : Daniel Russo) : les censeurs jumeaux
- Ralph Tabakin (VF : Roger Carel) : le capitaine Noel, l'aumônier
- Richard Nixon (VF : Jacques Deschamps) : lui-même à la radio (voix)

## Production

### Genèse
Le film s'inspire de l'expérience du véritable Adrian Cronauer (mort en juillet 2018 à l'âge de 79 ans), disc jockey américain ayant eu du succès avec une émission de radio empreinte de musique rock 'n' roll, sur la radio des forces armées américaines. Il prend cependant beaucoup de liberté vis-à-vis du personnage authentique. Ainsi, Cronauer n'a jamais eu un jeune terroriste vietcong comme ami ; il n'est jamais monté dans une jeep qui a sauté sur une mine et ne s'est jamais perdu dans la jungle. En revanche, il a bel et bien donné des cours d'anglais mais pas dans le but de séduire une jolie Vietnamienne. Enfin, il n'a pas poussé son potentiel comique jusqu'à l'irrévérence au point d'être expulsé de l'armée. En réalité, il y a bien terminé sa carrière avec tous les honneurs.

### Tournage
Le film a été tourné principalement à Bangkok avec la population locale, puis, lors de la dernière semaine de tournage, à Phuket en Thaïlande, pour les scènes dans la jungle tropicale et le village vietnamien. L'équipe a été obligée de fermer plusieurs routes, le temps de filmer les plans de circulation dans la ville : en effet, au Viêt Nam, la circulation s'effectue à droite alors qu'elle se fait à gauche en Thaïlande. Ainsi les voies ont dû être inversées.

## Bande originale
- Around the World in 80 Days : Lawrence Welk
- Baby, Please Don't Go : Them
- Ballad of a Thin Man : The Grass Roots
- Beach Blanket Bingo : Frankie Avalon
- California Sun : The Rivieras
- Cast Your Fate to the Wind : Sounds Orchestral
- Danger, Heartbreak Ahead : The Marvelettes
- Don't Worry Baby : The Beach Boys
- Dream on Little Dreamer : Perry Como
- Five O'Clock World : The Vogues
- Game of Love : Wayne Fontana et The Mindbenders
- Hot Time in the Old Town Tonight : Lawrence Welk et Myron Floren
- I Get Around : The Beach Boys
- I Got You (I Feel Good) : James Brown
- I'll Never Smile Again : Lawrence Welk
- In the Midnight Hour : Wilson Pickett
- It's Alright : Adam Faith
- Kit Kat Polka : Lawrence Welk et Myron Floren
- Liar Liar : The Castaways
- Acapulco : Herb Alpert et The Tijuana Brass
- Lollipops and Roses : Jack Jones
- Nowhere to Run : Martha and the Vandellas
- Smoke Gets in Your Eyes : Ray Conniff
- Sugar and Spice : The Searchers
- Warmth of the Sun : The Beach Boys
- What a Wonderful World : Louis Armstrong
- Yeah Yeah : Georgie Fame et The Blue Flames
- My Boyfriend's Back : Robert Feldman, Gerald Goldstein et Richard Gottehrer
- Puff, the Magic Dragon : Peter Yarrow et Leonard Lipton
- Rawhide (en) : Dimitri Tiomkin et Ned Washington
- You Keep Me Hangin' On : The Supremes
- Like Tweet : Joe Puma et Eddie Hall
- Get a Job (en) : The Silhouettes
- The Letter : The Box Tops
- Cast Your Fate to the Wind : Sounds Orchestral
- The Unknown Soldier : The Doors

## Accueil

### Accueil critique
Le film a obtenu de très bonnes critiques, recueillant 91 % de critiques positives, avec une note moyenne de 7,3/10 et sur la base de 32 critiques collectées, sur le site internet Rotten Tomatoes. En 2008, le magazine Empire l'a classé à la 363e place dans sa liste des 500 meilleurs films de tous les temps.
Le film est un grand succès commercial, avec 123 922 370 $ au box-office américain, ce qui le place au quatrième rang des films sortis en 1987 ayant le plus rapporté aux États-Unis. En France, il totalise 880 792 entrées.

## Distinctions

### Récompenses

#### 1988
- American Comedy Awards : acteur le plus drôle dans un film (Rôle principal) pour Robin Williams
- Golden Globes : Golden Globe du meilleur acteur dans un film musical ou une comédie pour Robin Williams

#### 1989
- ASCAP Film and Television Music Awards : compositeurs du meilleur film au box-office pour Alex North
- Grammy Awards : meilleur enregistrement de comédie pour Robin Williams
- Political Film Society :
  - Prix PFS de la Paix
  - Prix spécial
- Prix Sant Jordi du cinéma : Sant Jordi du meilleur acteur dans un film étranger pour Forest Whitaker

### Nominations

#### 1988
- Oscars : meilleur acteur pour Robin Williams

#### 1989
- BAFTA Awards :
  - Meilleur acteur pour Robin Williams
  - Meilleur son pour Bill Phillips, Terry Porter et Clive Winter
- Prix Sant Jordi du cinéma : meilleur acteur dans un film étranger pour Robin Williams

### Sélection1988
- Festival du cinéma américain de Deauville : premières - hors compétition pour Barry Levinson

## Éditions en vidéo
En France, le film Good Morning, Vietnam est sorti en DVD le 3 novembre 1998. Le film est ressorti en DVD édition spéciale le 22 octobre 2002. Par la suite, il sort en Blu-ray le 15 mai 2013. Le film est également sorti en VOD le 1er janvier 2015.

## Commentaires

### Analyse
C'est le premier film sur la guerre du Vietnam montrant la vie du peuple local et plus particulièrement des Vietnamiennes qui n'apparaissaient jamais dans tous les films précédents sur le sujet.
Robin Williams a beaucoup improvisé ses répliques lors de ses scènes d'animation à la radio, ce qui a provoqué un fou rire permanent dans l'équipe de tournage.

### Anachronisme
Dans le film, Adrian Cronauer diffuse la chanson What a Wonderful World de Louis Armstrong. Or, l'action se passe en 1965 et la chanson n'est sortie qu'en 1967.
Un jour, alors qu'il filme une scène, Barry Levinson entend cette chanson à la radio. Il décide de l'utiliser pour la séquence enchaînant divers événements au pays : les attentats, les manifestations d'étudiants, les interventions militaires, etc.

### Postérité
Le film a été parodié par Les Nuls avec Good Morning, Vatican puis par Les Guignols de l'info avec Good Morning, Kaboul ; on le trouve également parodié dans les films Hook ou la Revanche du capitaine Crochet (1991), dans lequel joue Robin Williams, avec Good Morning, Pays imaginaire et Street Fighter (1994) avec Good Morning Shadaloo.